# Paraguai nos Jogos Olímpicos de Inverno de 2014
O Paraguai participou dos Jogos Olímpicos de Inverno de 2014, realizados na cidade de Sóchi, na Rússia. 
Foi a estreia do país em uma edição de Olimpíadas de Inverno, onde esteve representado pela esquiadora estilo livre Julia Marino.

## Desempenho

### Esqui estilo livre
De acordo com a atribuição de quotas lançado em 30 de dezembro de 2013, o Paraguai teve uma atleta na posição de qualificação do esqui estilo livre.
Feminino
| Atleta       | Evento     | Qualificatória | Qualificatória | Qualificatória | Final       | Final       | Final       |
| Atleta       | Evento     | Descida 1      | Descida 2      | Pos.           | Descida 1   | Descida 2   | Pos.        |
| ------------ | ---------- | -------------- | -------------- | -------------- | ----------- | ----------- | ----------- |
| Julia Marino | Slopestyle | 36.40          | 25.60          | 17º            | Não avançou | Não avançou | Não avançou |

Legenda
| Recorde mundial      | Recorde mundial (World record)               |                       | Recorde africano                      | Recorde africano (African) |                                           | Q | Classificado por posição (Qualified) |
| Recorde olímpico     | Recorde olímpico (Olympic record)            | Recorde da América    | Recorde da América (Americas)         | q                          | Classificado por melhor tempo (Qualified) |   |                                      |
| Melhor marca do ano  | Melhor marca do ano (World leading)          | Recorde asiático      | Recorde asiático (Asian)              | DNS                        | Não largou (Did not start)                |   |                                      |
| Recorde nacional     | Recorde nacional (National record)           | Recorde europeu       | Recorde europeu (European)            | DNF                        | Não terminou (Did not finish)             |   |                                      |
| Recorde pessoal      | Recorde pessoal do atleta (Personal best)    | Recorde da Oceania    | Recorde da Oceania (Oceania)          | DSQ / DQ                   | Desclassificado (Disqualified)            |   |                                      |
| Recorde da temporada | Recorde da temporada do atleta (Season best) | Recorde sul-americano | Recorde sul-americano (South America) | NM                         | Sem marca (No mark)                       |   |                                      |